# 백대붕
백대붕(白大鵬, ? ~ 1592)은 조선의 천민 출신 시인이다. 임진왜란 당시 순변사 이일이 이끄는 관군에 참전하여 상주 싸움에서 전사하였으나 신분이 낮다는 이유로 예우를 받지 못하였다. 자는 만리(萬里)이다.

## 생애
언제 태어났는지는 알려지지 않았으며 전함사의 노복(奴僕)으로 있었고 천민 신분임에도 글 재주에 타고나서 시를 잘 지었던 것으로 알려져서 많은 이들의 주목을 받았다. 1590년(선조 23년)에 황윤길이 통신사로 일본 에도에 들렸을 때 서장관으로 있던 허성을 따라 에도에 들렸고 이 때 왜인(倭人)들 앞에서 시를 지으면서 주목을 받았다.
1592년(선조 25년) 임진왜란이 발발하자 순변사 이일의 관군부대에 병졸로 참전하여 상주 싸움에서 왜군과 교전을 하던 중 전사하였다. 전사 후에 이일의 부대 참전자들이 후한 상을 받았으나 백대붕 본인은 천민이라는 신분 때문에 상을 받지 못하였다.

## 특징
신분제도가 엄격한 조선 사회에서 천민 신분 중 드물게 글을 배웠던 것으로 알려졌는데 어떻게 글을 배웠는지는 알려지지 않았으나 저서로는 취음(醉吟)과 추일(秋日)이라는 시가 남아있는 것으로 알려졌다.

## 기타
윤승운의 만화 맹꽁이서당에서 이 인물이 언급된 적이 있었다. 만화 내용에서는 어린 시절 부모를 여의고 삼촌과 같이 살았다는 내용이 언급되었고 젊은 시절에 글을 익힌 것으로 되어있으나 사실인지는 알 수 없다.

## 같이 보기
- 임진왜란
- 전함사
- 이일